# Escola de Belles Arts de Barcelona
L'Escola de Belles Arts de Barcelona és la institució docent oficial dedicada a les Belles Arts a Barcelona. Les seves arrels cal trobar-les a l'Escola de la Llotja fundada per la Junta de Comerç de Catalunya el 1775, a l'edifici de la Llotja de Mar, motiu pel qual rep aquest nom. Aquesta institució actuà com una acadèmia de Belles Arts i des del 1849 esdevingué oficialment l'Acadèmia Provincial de Belles Arts de Barcelona (Vegeu Reial Acadèmia Catalana de Belles Arts de Sant Jordi). S'hi varen formar els principals artistes catalans de finals del segle xviii i de tot el segle xix (Damià Campeny, Marià Fortuny, Josep Tapiró, Ramon Martí i Alsina, Isidre Nonell, Joaquim Mir, Pablo Picasso i molts d'altres.
El 1940 l'àrea de Belles Arts se separa dels ensenyaments aplicats, fet que dona origen a l'Escola Superior de Belles Arts de Sant Jordi en la qual, durant els anys quaranta i cinquanta hi estudien, entre d'altres, Josep Maria Subirachs, Romà Vallès, Ricard Creus, Esther Boix i Maties Palau Ferré.
El 1978, es transformà en l'actual Facultat de Belles Arts de la Universitat de Barcelona i l'Escola d'Arts i Oficis, que ha conservat l'apel·latiu d'escola de Llotja.